# Манасян, Самвел Месропович
Самве́л Месро́пович Манася́н (арм. Սամվել Մեսրոպի Մանասյան, 1 января 1907, Западная Армения, село Кем Ванского вилайета Османской империи — 20 апреля 1979, Ереван) — советский и армянский скульптор, педагог.
Член Союза художников СССР и Армянской ССР, Заслуженный деятель искусств Армянской ССР (1967).

## Биография
Самвел Манасян родился в 1907 году в Западной Армении, в селе Кем, Ванского вилайета, Османской империи.
В 1929 году поступил в Ленинградский высший художественно-технический институт, который закончил в 1933 году.
Совмещал творческую деятельность с педагогической, руководил скульптурным кружком при Дворце пионеров г. Еревана.
С началом Великой Отечественной войны, в 1941 году, ушёл на фронт. В 1944 году, после демобилизации, активно продолжил педагогическую деятельность и работу по созданию скульптурных произведений в Армении.
Был членом Союза художников СССР и Армянской ССР, в 1967 году ему было присвоено звание Заслуженного деятеля искусств Армянской ССР.
Умер 20 апреля 1979 года в Ереване.

## Творчество
Самвел Манасян работал в основном в области монументальной и станковой скульптуры.
Является автором скульптурных портретов политическим и общественным деятелям, из которых можно отметить памятники:
- Я. Свердлову (базальт, 1960, Национальная картинная галерея Армении, Ереван)
- Г. Атарбекяну (базальт, 1961, село Норашен)
- В. И. Ленину (базальт, 1966).

Примечательны такие его произведения, как:
- Родина-Мать (базальт, 1945, Ереван)
- Скульптурный портрет рабочего С. Манукяна (базальт, 1952, Национальная картинная галерея Армении, Ереван)
- Бюст Нар-Доса (базальт, 1956, перед школой им. Нар-Доса, Ереван)[5]
- Совместно со скульпторами Аршамом Шагиняном, Ара Арутюняном и архитектором Рафаелом Исраеляном в 1968 году создал памятник героям Сардарапатской битве — Мемориальный комплекс «Сардарапат» в Армавире.[6]. В 1969 году Мемориальный комплекс «Сардарапат» был выдвинут на соискание Государственной премии СССР.

## Галерея

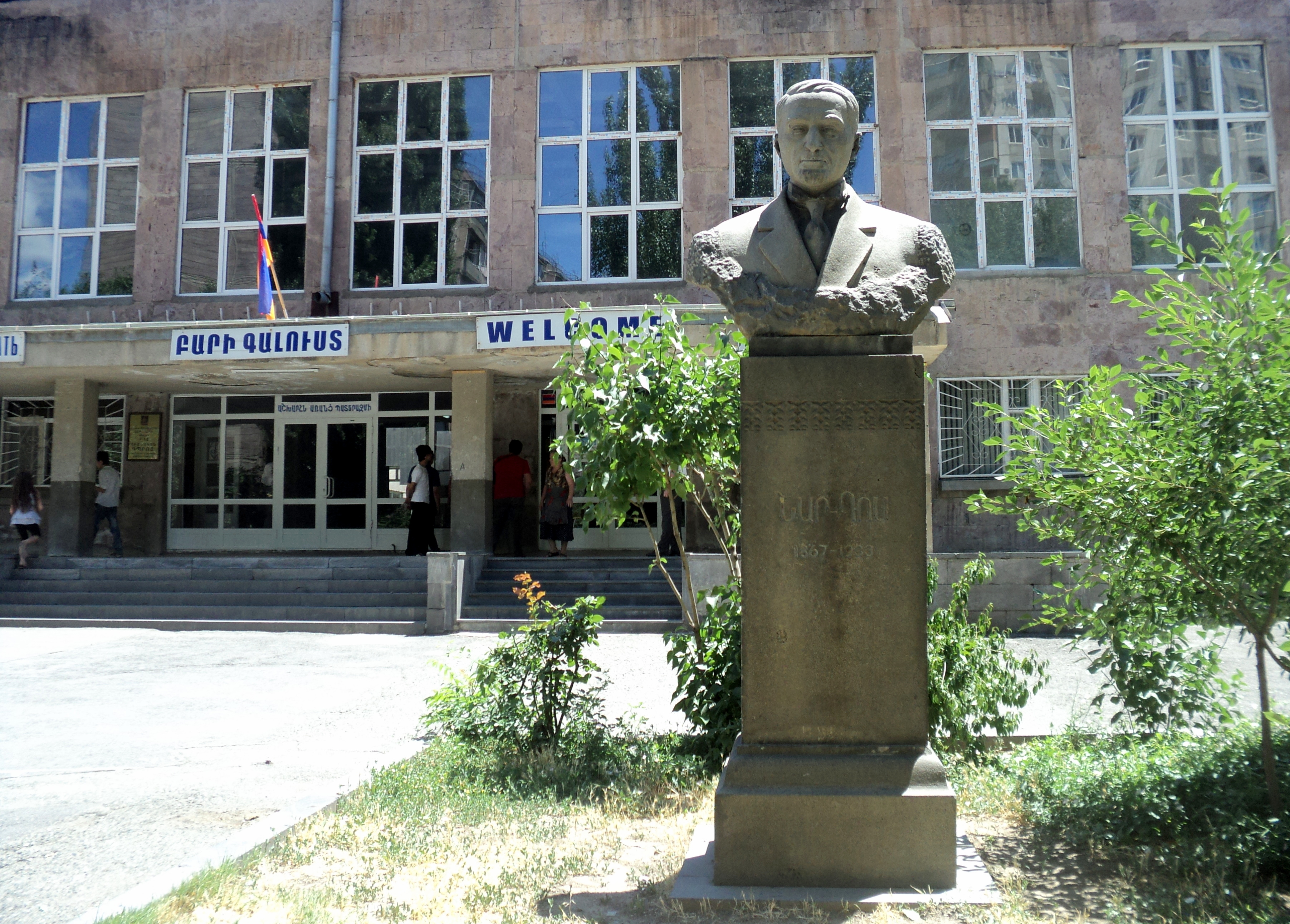
Памятник Нар-Досу, народному писателю Армении и Грузии, перед школой им. Нар-Доса, Ереван
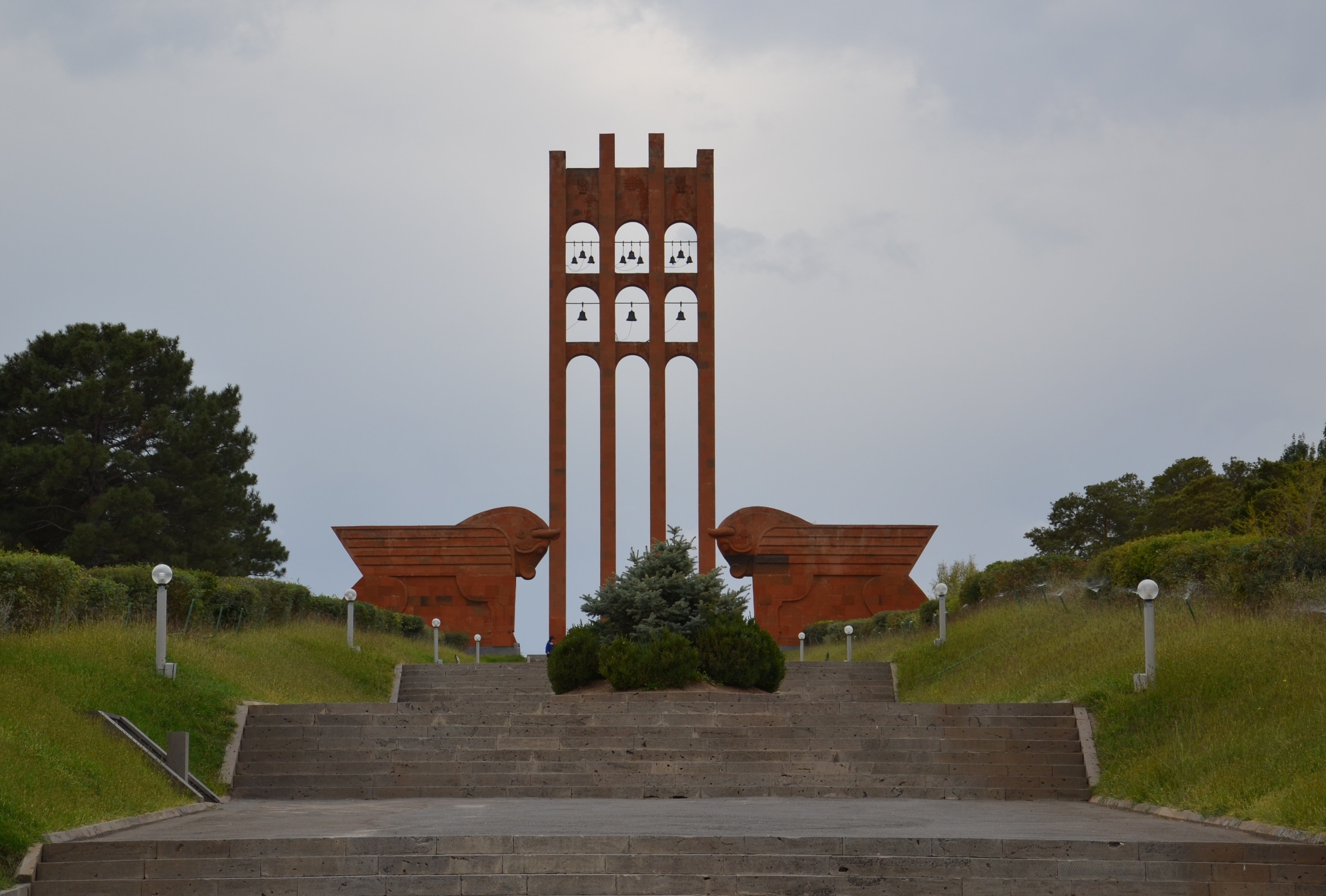
Портал входа в мемориальный комплекс «Сардарапат», Армавир